# Īlias Charalampous
Īlias Charalampous (in greco: Ηλίας Χαραλάμπους; Johannesburg, 25 settembre 1980) è un allenatore di calcio ed ex calciatore cipriota, di ruolo centrocampista, tecnico del FCSB.

## Carriera

### Club
Dopo una breve parentesi al PAOK, torna a Cipro all'Omonia, squadra con cui aveva debuttato nel calcio professionistico.

### Nazionale
Dal 2002 fa parte della nazionale cipriota.

## Statistiche

### Presenze e reti nei club
Statistiche aggiornate al 23 ottobre 2016.
| Stagione        | Squadra         | Campionato      | Campionato | Campionato | Coppe nazionali | Coppe nazionali | Coppe nazionali | Coppe continentali | Coppe continentali | Coppe continentali | Altre coppe | Altre coppe | Altre coppe | Totale | Totale |
| Stagione        | Squadra         | Comp            | Pres       | Reti       | Comp            | Pres            | Reti            | Comp               | Pres               | Reti               | Comp        | Pres        | Reti        | Pres   | Reti   |
| --------------- | --------------- | --------------- | ---------- | ---------- | --------------- | --------------- | --------------- | ------------------ | ------------------ | ------------------ | ----------- | ----------- | ----------- | ------ | ------ |
| 2014-2015       | AEK Larnaca     | AK              | 14+9       | 0          | CC              | 5               | 0               | -                  | -                  | -                  | -           | -           | -           | 28     | 0      |
| 2015-2016       | AEK Larnaca     | AK              | 8+7        | 0          | CC              | 6               | 0               | UEL                | 1                  | 0                  | -           | -           | -           | 22     | 0      |
| 2016-2017       | AEK Larnaca     | AK              | 3          | 0          | CC              | 0               | 0               | UEL                | 6                  | 1                  | -           | -           | -           | 9      | 1      |
| Totale carriera | Totale carriera | Totale carriera | 25+16      | 0          |                 | 11              | 0               |                    | 7                  | 1                  |             | -           | -           | 59     | 1      |

### Statistiche da allenatore

#### Club
Statistiche aggiornate al 23 dicembre 2023.
| Stagione               | Squadra                | Campionato             | Campionato | Campionato | Campionato | Campionato | Coppe nazionali | Coppe nazionali | Coppe nazionali | Coppe nazionali | Coppe nazionali | Coppe continentali | Coppe continentali | Coppe continentali | Coppe continentali | Coppe continentali | Altre coppe | Altre coppe | Altre coppe | Altre coppe | Altre coppe | Totale | Totale | Totale | Totale | % Vittorie | Piazzamento |
| Stagione               | Squadra                | Comp                   | G          | V          | N          | P          | Comp            | G               | V               | N               | P               | Comp               | G                  | V                  | N                  | P                  | Comp        | G           | V           | N           | P           | G      | V      | N      | P      | %          | Piazzamento |
| ---------------------- | ---------------------- | ---------------------- | ---------- | ---------- | ---------- | ---------- | --------------- | --------------- | --------------- | --------------- | --------------- | ------------------ | ------------------ | ------------------ | ------------------ | ------------------ | ----------- | ----------- | ----------- | ----------- | ----------- | ------ | ------ | ------ | ------ | ---------- | ----------- |
| dic. 2019-feb. 2020    | AEK Larnaca            | AK                     | 9          | 5          | 2          | 2          | KK              | 4               | 2               | 2               | 0               | UEL                | -                  | -                  | -                  | -                  | -           | -           | -           | -           | -           | 13     | 7      | 4      | 2      | 53,85      | Interim     |
| dic. 2020-2021         | Ethnikos Achnas        | AK                     | 27         | 13         | 6          | 8          | KK              | 3               | 1               | 1               | 1               | -                  | -                  | -                  | -                  | -                  | -           | -           | -           | -           | -           | 30     | 14     | 7      | 9      | 46,67      | Sub., 9º    |
| ago.-nov. 2021         | Ethnikos Achnas        | AK                     | 11         | 1          | 2          | 8          | KK              | 1               | 1               | 0               | 0               | -                  | -                  | -                  | -                  | -                  | -           | -           | -           | -           | -           | 12     | 2      | 2      | 8      | 16,67      | Eson.       |
| Totale Ethnikos Achnas | Totale Ethnikos Achnas | Totale Ethnikos Achnas | 38         | 14         | 8          | 16         |                 | 4               | 2               | 1               | 1               |                    | -                  | -                  | -                  | -                  |             | -           | -           | -           | -           | 42     | 16     | 9      | 17     | 38,10      |             |
| dic. 2021-2022         | Doxa Katōkopias        | AK                     | 17         | 4          | 5          | 8          | KK              | 2               | 0               | 1               | 1               | -                  | -                  | -                  | -                  | -                  | -           | -           | -           | -           | -           | 19     | 4      | 6      | 9      | 21,05      | Sub., 10º   |
| apr.-mag. 2023         | FCSB                   | L1                     | 9          | 5          | 1          | 3          | CR              | -               | -               | -               | -               | UECL               | -                  | -                  | -                  | -                  | -           | -           | -           | -           | -           | 9      | 5      | 1      | 3      | 55,56      | Sub., 2º    |
| 2023-2024              | FCSB                   | L1                     | 30+10      | 19+5       | 7+2        | 4+3        | CR              | 3               | 1               | 1               | 1               | UECL               | 4                  | 2                  | 1                  | 1                  | -           | -           | -           | -           | -           | 47     | 27     | 11     | 9      | 57,45      | 1º          |
| 2024-2025              | FCSB                   | L1                     | 30         | 15         | 11         | 4          | CR              | 3               | 2               | 0               | 1               | UCL+UEL            | 6+14               | 3+7                | 2+3                | 1+4                | SR          | 1           | 1           | 0           | 0           | 54     | 28     | 16     | 10     | 51,85      |             |
| Totale FCSB            | Totale FCSB            | Totale FCSB            | 79         | 44         | 21         | 14         |                 | 6               | 3               | 1               | 2               |                    | 24                 | 12                 | 6                  | 6                  |             | 1           | 1           | 0           | 0           | 110    | 60     | 28     | 22     | 54,55      |             |
| Totale carriera        | Totale carriera        | Totale carriera        | 143        | 67         | 36         | 40         |                 | 16              | 7               | 5               | 4               |                    | 24                 | 12                 | 6                  | 6                  |             | 1           | 1           | 0           | 0           | 184    | 87     | 47     | 50     | 47,28      |             |

## Palmarès

### Giocatore

#### Competizioni nazionali
- Campionato cipriota: 3

Omonia: 2000-2001, 2002-2003, 2009-2010
- Coppa di Cipro: 4

Omonia: 2000, 2005, 2011, 2012
- Supercoppa di Cipro: 4

Omonia: 2001, 2003, 2005, 2010

### Allenatore

#### Competizioni nazionali
- Campionato rumeno: 2

FCSB: 2023-2024, 2024-2025
- Supercoppa di Romania: 2

FCSB: 2024, 2025